# Nemoria naidaria
Nemoria naidaria är en fjärilsart som beskrevs av Louis W. Swett 1916. Nemoria naidaria ingår i släktet Nemoria och familjen mätare. Inga underarter finns listade i Catalogue of Life.